# Angelo Camis
Angelo Camis (Verona, 5 novembre 1932) è un compositore, paroliere e produttore discografico italiano.

## Biografia
Dopo aver studiato pianoforte ed essersi diplomato, inizia a comporre canzoni alla fine degli anni '50, a volte firmandole con lo pseudonimo Gial.
Nel 1962 partecipa come autore al Festival di Sanremo con Due cipressi, scritta insieme a Pietro Pizzigoni per la musica ed a Gian Carlo Testoni per le parole, ed interpretata da Lucia Altieri e Gian Costello.
L'anno successivo ritorna a Sanremo con Se passerai di qui, con il testo di Gian Carlo Testoni, interpretata da Flo Sandon's e Wilma De Angelis.
Decide di dedicarsi anche all'attività discografica, e fonda dapprima le edizioni musicali Recital, e poi l'etichetta New Star Records per cui incideranno, tra gli altri, anche Wilma De Angelis, Dominga e i Teppisti dei sogni.
Inoltre idea ed organizza, a partire dal 1964 un concorso canoro per voci nuove, la Fiera della Canzone Italiana di Milano, che scoprirà, oltre alla già citata Dominga, Maurizio Martellini, meglio conosciuto come Leo Colonna, e anche Ron.
Nel 1990 scrive, insieme a Giorgio Conte, Qua qua quando, portata al successo da Francesco Baccini che la include nel suo album Il pianoforte non è il mio forte.

## Canzoni scritte da Angelo Camis
| Anno | Titolo                     | Autori del testo                                        | Autori della musica                             | Interpreti                             |
| ---- | -------------------------- | ------------------------------------------------------- | ----------------------------------------------- | -------------------------------------- |
| 1960 | Concerto d'estate          | Gian Carlo Testoni                                      | Angelo Camis                                    | Tony Del Monaco                        |
| 1962 | Due cipressi               | Gian Carlo Testoni                                      | Angelo Camis e Pietro Pizzigoni                 | Lucia Altieri e Gian Costello          |
| 1962 | Come te                    | Gian Carlo Testoni                                      | Angelo Camis                                    | Tony Dallara                           |
| 1962 | Il tuo compleanno          | Giorgio Oddoini                                         | Angelo Camis                                    | Cocky Mazzetti                         |
| 1963 | Se passerai di qui         | Gian Carlo Testoni                                      | Angelo Camis                                    | Wilma De Angelis e Flo Sandon's        |
| 1966 | Te ne sei andato           | Angelo Camis                                            | Angelo Camis                                    | Dominga                                |
| 1966 | La vita è una battaglia    | Angelo Camis                                            | Angelo Camis                                    | I Generali                             |
| 1966 | Pensaci un po'             | Angelo Camis                                            | Angelo Camis                                    | I Generali                             |
| 1967 | Addio all'estate           | Oreste Petrucci                                         | Angelo Camis                                    | Dominga                                |
| 1968 | Bianco e nero              | Alessandro Colombini                                    | Angelo Camis e Albano Carrisi                   | Al Bano (album Il ragazzo che sorride) |
| 1976 | Un'affettuosa amicizia     | Giovanni Corrente e Aldo Vugliano                       | Angelo Camis e Adele Noe                        | Dominga                                |
| 1976 | Dominga Dominga            | Giovanni Corrente e Dino Adamo Mele                     | Angelo Camis e Adele Noe                        | Dominga                                |
| 1980 | Suona maestro              | Giancarla Chiesa e Dino Adamo Mele                      | Angelo Camis e Dino Adamo Mele                  | Wilma De Angelis                       |
| 1981 | Il Papa del sorriso        | Gabriella Frattini                                      | Angelo Camis                                    | Wilma De Angelis                       |
| 1990 | Quando t'innamorerai di me | Alessandro Colombini e Giorgio Conte                    | Angelo Camis e Paolo Conte                      |                                        |
| 1990 | Qua qua quando             | Alessandro Colombini, Giorgio Conte e Francesco Baccini | Angelo Camis, Giorgio Conte e Francesco Baccini | Francesco Baccini                      |